# Horoya AC
Horoya Athlétique Club – gwinejski klub piłkarski, grający obecnie w pierwszej lidze, mający siedzibę w mieście Konakry, stolicy kraju.

## Historia
Klub Horoya AC swój pierwszy sukces osiągnął w 1978 roku kiedy dotarł do finału Pucharu Zdobywców Pucharów Afryki, a w nim pokonał 2:1 i 3:1 algierski NA Hussein Dey. W 1986 roku po raz pierwszy wywalczył mistrzostwo Gwinei, a łącznie zdobywał je dziewięciokrotnie.

## Sukcesy
- Puchar Zdobywców Pucharów Afryki: 1

1978
- Guinée Championnat National: 21

1986, 1988, 1989, 1990, 1991, 1992, 1994, 2000, 2001, 2011, 2012, 2013, 2014/2015, 2016/2017, 2017/2018, 2018/2019, 2019/2020, 2020/2021, 2021/2022, 2024/25
- Puchar Gwinei: 8

1989, 1994, 1995, 1999, 2013, 2014, 2016, 2018
- Superpuchar Gwinei

2012, 2013, 2016, 2017, 2018